# Expedición Antártica Belga
La Expedición Antártica Belga (en francés, Expédition Antarctique belge y en inglés, Belgian Antarctic Expedition, BelgAE) fue una expedición polar de iniciativa belga dirigida por el conde Adrien de Gerlache entre 1897 y 1899, que fue la primera expedición en invernar en la región antártica. El nombre del barco de la expedición era el RV Belgica.

## Antecedentes

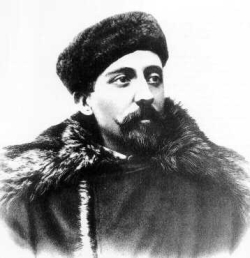
Adrien de Gerlache de Gomery, líder de la expedición.

En 1895, el conde belga Adrien de Gerlache (1866-1934) había formado parte de un viaje hacia Jan Meyen y Groenlandia que le hizo encaminarse por la senda de la exploración polar. Recibió noticias del proyecto del explorador sueco Adolf Erik Nordenskiöld, de recorrer la inexplorada Tierra de Graham en la Antártida y que iba a intentar pasar el invierno austral allí. Cuando el plan de Nordenskiöld se malogró por insuficiencia financiera, Gerlache retomó la idea adaptándola hasta convertirla en un proyecto propio. Su expedición también corrió peligro de fracasar por falta de dinero. Primero intervino el rey Leopoldo II de Bélgica, que ordenó a la Sociedad Geográfica Belga que ayudara a de Gerlache y llegaron los primeros fondos. La sociedad aportó los 200 000 francos belgas, y más tarde, Ernest Solvay, el famoso químico desarrollador de un método exitoso para producir el natrón, le dio un donativo de otros 25 000 francos. Aunque los objetivos científicos de la expedición se destacaron públicamente (debían determinar exactamente el lugar del polo sur magnético), había también intereses económicos tangibles. Mediante la inspección geológica y cartográfica debían encontrar nuevos yacimientos de materias primas e incrementar la toma de posesión de nuevas tierras a través de la exploración, como era habitual en la época.

## Preparación
Con la mitad de los fondos de la expedición se adquirió en Noruega un buque ballenero botado en 1884 que se llamaba Patria, el cual, después de un reacondicionamiento —refuerzos del casco y el timón, colocación de un nuevo propulsor, una caldera nueva y la construcción de una caseta sobre el puente para los laboratorios— se rebautizó con el nombre de Bélgica. El barco tenía 30 metros de eslora, 7 m de manga y un calado de 5 m y estaba equipado con velas y una máquina de vapor de 150 caballos. Por razones financieras, se canceló una modificación para preparar el barco expresamente para poder quedar atrapado en el hielo sin daños, siguiendo la reciente experiencia del barco Fram de la expedición del en ese momento ya célebre explorador polar, Fridtjof Nansen (1893-96). Nansen visitó a la  tripulación multinacional, compuesta por belgas, rumanos, polacos y noruegos, y les deseó suerte, ya que ninguno de ellos, excepto el capitán de Gerlache tenía en ese momento experiencia en mares helados. El segundo capitán era el, en aquellos momentos, desconocido Roald Amundsen, que  en 1911 se convertiría en el primer hombre en pisar el Polo Sur geográfico. Se incorporó a la expedición en Río de Janeiro como médico Frederick Cook, quien más tarde reivindicaría ser el primero en pisar el Polo Norte.

## El viaje: descubrimientos

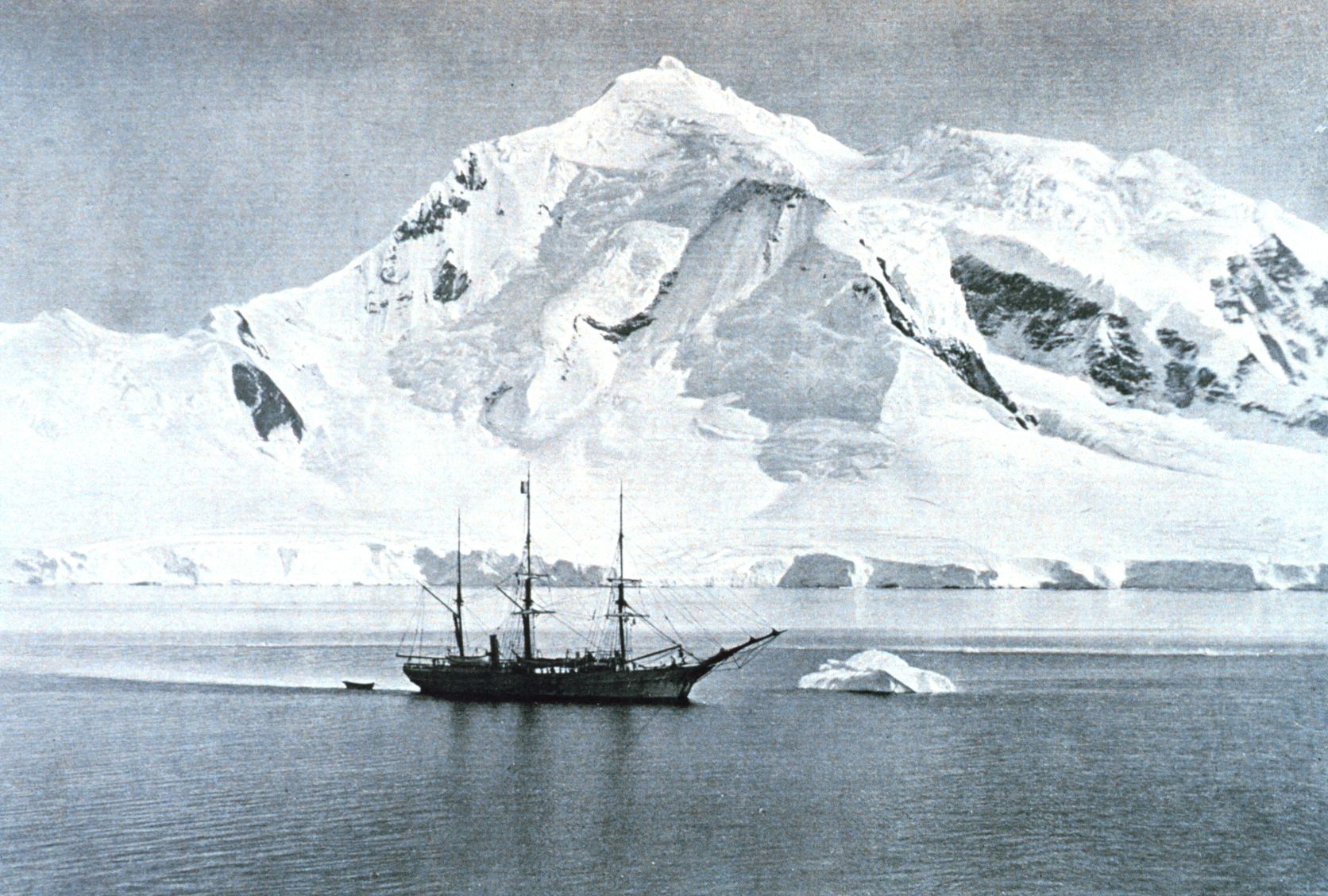
El Belgica anclado en una bahía frente al monte William, en la isla Anvers (archipiélago Palmer).

El 16 de agosto de 1897 el Bélgica dejó el Puerto de Amberes. El médico abandonó en el último minuto el barco, así que se recogió en Río de Janeiro al estadounidense de origen alemán Frederick Cook, que sería el nuevo médico de a bordo, y que más tarde sería muy famoso por afirmar que fue el primer hombre en llegar al Polo Norte, aunque no se aceptó su afirmación.
La expedición estuvo castigada desde el principio por la mala suerte. Las tormentas y los arrecifes dañaron el barco y parte de la tripulación cayó enferma y tuvieron que dejarla atrás en Chile. El 1 de diciembre de 1897 llegaron a Punta Arenas, Chile y se dirigieron hacia la costa occidental de la península Antártica, alcanzando el Bélgica en enero de 1898 la costa de la Tierra de Graham. Navegando entre la costa de la Tierra de Graham y una larga cadena de islas al oeste, de Gerlache nombró ese paso como estrecho del Bélgica (más tarde fue rebautizado como estrecho de Gerlache en su honor). Siguieron por el estrecho de Bransfield y luego por la bahía Hughes. Navegando frente al archipiélago Palmer, bautizaron sus islas con los nombres de ciudades belgas: Lieja, Brabante y Amberes. Surcando esas aguas la serie de infortunios continuó y el 22 de enero el marino noruego Carl-August Wiencke cayó al agua y se ahogó a pesar de los intentos de rescatarle. En su honor se bautizó a una de las numerosas islas del archipiélago Palmer recién descubiertas. Después de cartografiar y nombrar varias islas en más de 20 desembarcos diferentes, cruzaron el círculo polar antártico el 15 de febrero de 1898 y se dirigieron a la Tierra de Alejandro I (Isla Alejandro I), llegando a la latitud 71°31′S 85°16′O / -71.517, -85.267, en medio del mar de Bellingshausen. 
Al no poder encontrar una salida en el mar de Weddell el 28 de febrero de 1898, la expedición de Gerlache se dio cuenta de que iban a quedar atrapados en el hielo en el mar de Bellinghausen, cerca de la isla de Pedro I. El Bélgica llegó al punto más al sur que se había llegado hasta el momento y la exaltación por el logro y los descubrimientos realizados hicieron que Adrien de Gerlache desperdiciara la oportunidad de buscar un lugar donde pasar el invierno para la tripulación y devolver el barco a aguas no heladas. A pesar de los esfuerzos de la tripulación para liberar el barco, el 2 de marzo este quedó inmovilizado en el hielo debiendo de prepararse para pasar el invierno en la Antártida y soportar nueve duros meses en esas condiciones. Es probable que De Gerlache  se hubiera internado intencionadamente en la banquisa para dejar atrapar su barco en el hielo durante el invierno.

## Invernada

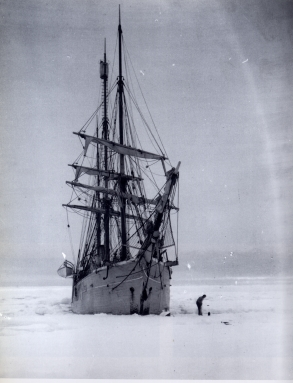
El Belgica mientras estaba atrapado en el hielo.

Estaban mal equipados y no tenían ropa de invierno para todos los hombres embarcados. Había escasez de alimentos, y muy poca variedad. Mataron pingüinos y focas y su carne fue almacenada antes de la llegada del invierno. La ropa de abrigo fue improvisada con los materiales disponibles. El 21 de marzo empezó la noche polar de 186 días y ese mismo día el médico de la expedición, Frederick Cook, escribió: 

Estamos presos en un interminable mar de hielo... Nos hemos contado todos los relatos, reales e imaginativos, que conocemos. El tiempo cae sobre nosotros mientras la oscuridad avanza lentamente.
We are imprisoned in an endless sea of ice... We have told all the tales, real and imaginative, to which we are equal. Time weighs heavily upon us as the darkness slowly advances.
Frederick Cook

Varias semanas después, el 17 de mayo, les alcanzó la oscuridad total, que duró hasta el 23 de julio. 
A de Gerlache no le gustaba la carne de pingüino fresca y prohibió a sus hombres que la comieran, alimentándose con la carne de foca que había sido almacenada antes de la llegada del invierno. Los signos de escorbuto comenzaron a mostrarse en un buen número de los hombres. Durante ese periodo el doctor Cook registró paulatinamente la presencia de los síntomas de la enfermedad, según su opinión debidas a carencias e insuficiencias en la nutrición. Dos miembros de la tripulación comenzaron a mostrar signos de enfermedad mental. La moral, en general, era extremadamente baja. Finalmente algunos hombres perdieron la cordura, como un marinero belga, que abandonó el barco «anunciando que iba a volver a Bélgica». El 5 de junio murió Emile Danco de lo que Cook llamó «anemia polar», mientras que el marinero Adam Tollefsen padecía delirios. En honor a Danco se le dio  el nombre de «Tierra de Danco» a un tramo de costa de la Península Antártica.

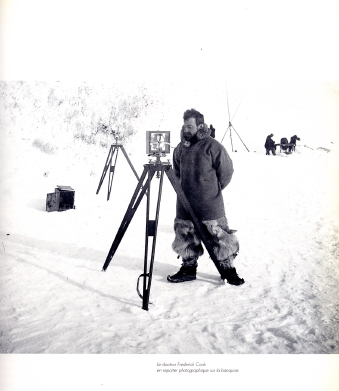
Frederick Cook en el mar helado, realizando observaciones científicas.

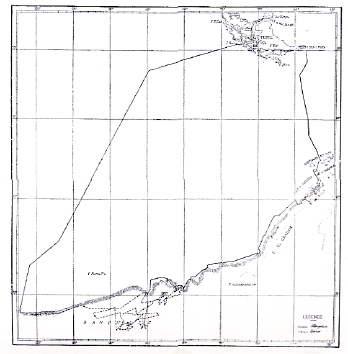
Ruta del Belgica en la Antártida.

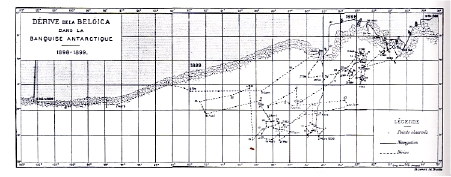
Deriva del Belgica en la banquisa.

Frederick Cook y el primer oficial, Roald Amundsen tomaron el mando ya que ni de Gerlache ni Lecointe estaban en condiciones debido al escorbuto. La vitamina C no se descubrió hasta la década de 1920, pero Cook estaba convencido de que la carne fresca era la cura para el escorbuto debido a sus experiencias con Robert Peary en el Ártico. Recuperaron el pingüino y la carne de foca fresca  y Cook insistió en que cada hombre comiera algunas cantidades cada día. Incluso de Gerlache empezó a comer la carne y poco a poco todos los hombres recuperaron la salud.
Siguieron varios meses de dificultades, mientras el barco viajaba a la deriva atrapado en la banquisa con amenazantes bloques de hielo en diferentes direcciones. A principios de noviembre, el hielo comenzó a partirse, pero los intentos de liberar al buque y su tripulación de las garras del hielo fallaron. En enero de 1899, el Belgica todavía permanecía atrapado en el hielo (de cerca de 2 m de espesor) y la posibilidad de pasar otro invierno en el hielo se estaba convirtiendo en realidad. Las aguas abiertas estaban aproximadamente a media milla de distancia y Cook sugirió que cortasen un canal en el hielo para permitir que el Bélgica pudiera escapar del hielo. La debilitada tripulación utilizó dinamita, sierras y diversas herramientas para abrir el canal. Por último, el 15 de febrero de 1899, se las arreglaron para comenzar a navegar lentamente por el canal que habían abierto durante las semanas anteriores. Tardaron casi un mes en cubrir 7 millas, y el 14 de marzo el Bélgica, que demostró ser un barco mucho más robusto de lo esperado, salió del hielo. La expedición, con los 17 supervivientes, emprendió la vuelta a Amberes llegando el 5 de noviembre de 1899. 
Las condiciones habían sido muy difíciles, pero aun así la expedición se las arregló para recoger una cantidad significativa de datos científicos, incluyendo un año completo de observaciones meteorológicas. 
En 1900, Frederick Cook publicó un libro sobre su experiencia en ese viaje (Through The First Antarctic Night 1898-1899: A Narrative Of The Voyage Of The "Belgica" Among Newly Discovered Lands And Over An Unknown Sea About The South Pole, Nueva York: Doubleday & McClure Co) y en 1901 lo hizo Adrien de Gerlache (Quinze mois dans l'Antarctique), que obtuvo en 1902 el premio de la Academia de las Ciencias francesa

## Miembros de la expedición

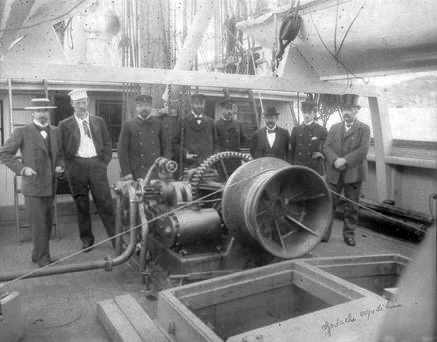
Algunos miembros de la tripulación en la cubierta del Bélgica.

El equipo de expedición incluyó algunas personas notables:
El equipo de la expedición estaba formado por:
- Adrien de Gerlache (1866-1934): Belga - comandante de la expedición;
- Georges Lecointe (1869-1929): Belga - Capitán, oficial ejecutivo y segundo de a bordo del Bélgica, e hidrografo (y observaciones geofísicas);
- Roald Amundsen (1872-1928): Noruego - subteniente y primer piloto. Amundsen aprendió mucho de su experiencia en esta expedición, en particular, cómo prevenir el escorbuto.
- Frederick Cook (1865-1940): Estadounidense - doctor y fotógrafo;
- Henryk Arctowski (1871-1958): Polaco - geólogo, oceanógrafo y meteorólogo;
- Emile Danco (1869-1898): Belga - observaciones geofísicas. Danco murió mientras hibernaban;
- Emil Racoviţă (1868-1947): Rumano - biólogo (zoólogo y botánico) y espeleólogo;
- Antoine Dobrowolski (1872-1954): Polaco – asistente de meteorólogo;
- Jules Melaerts (1876-?): Belga - tercer teniente;
- Henri Somers (1863-?): Belga – jefe mecánico;
- Max Van Rysselberghe (1878-?): Belga - mecánico;
- Louis Michotte (1868-1926): Belga - cocinero;
- Adam Tollefsen (1866-?): Noruego - marino;
- Ludvig-Hjalmar Johansen (1872-?): Noruego - marino;
- Engelbret Knudsen (1876-1900): Noruego - marino;
- Gustave-Gaston Dufour (1876-1940): Belga - marino;
- Jean Van Mirlo (1877-1964): Belga - marino;
- Carl-Auguste Wiencke (1877-1898): Noruego - marino. Wiencke fue arrastrado por la borda y se ahogó camino a la Antártida;
- Johan Koren (1877-1919): Noruego - marino y asistente de zoólogo;

## Resultados científicos
La expedición antártica belga dio nombre a varios lugares usando los de miembros de la expedición como el estrecho de Gerlache, la isla Wiencke, la isla Amberes  o la costa de Danco. La especie de insecto endémica Belgica antarctica fue bautizada así por el nombre del barco.
Descendientes en Chile: Uno de estos exploradores, Max Van Rysselberghe, el segundo maquinista, se volvió a Chile. Llegó a Valparaíso aproximadamente en 1904 y en 1905 fue contratado por Ferrocarriles del Estado. Estuvo involucrado en la construcción de la línea férrea a Llolleo en San Antonio y con la planificación urbana de Llolleo, e inclusive vivirá durante un tiempo esta ciudad y más tarde se afincara en Santiago y luego en el Fundo Lonco cerca de Concepción. Varios de sus descendientes aún viven en Chile. El Museo de Historia Natural e Histórico de San Antonio, en 2018, realizó una investigación histórica sobre este motivo y posee una maqueta del buque "Belgica" en exhibición entre otros. Uno de sus nietos, Sergio Montero Van Rysselberghe, a sus 87 años aún vive en 2018 en San Juan, San Antonio.